# フォルクスワーゲン・MQB
フォルクスワーゲン・MQBとは、ドイツのフォルクスワーゲン・グループが開発した、プラットフォームを基幹としたFFとFFベースの4WD車用のエンジニアリングアーキテクチャである。なお、MQBの進化版であるMQB evoについても本稿で述べる。

## 概要

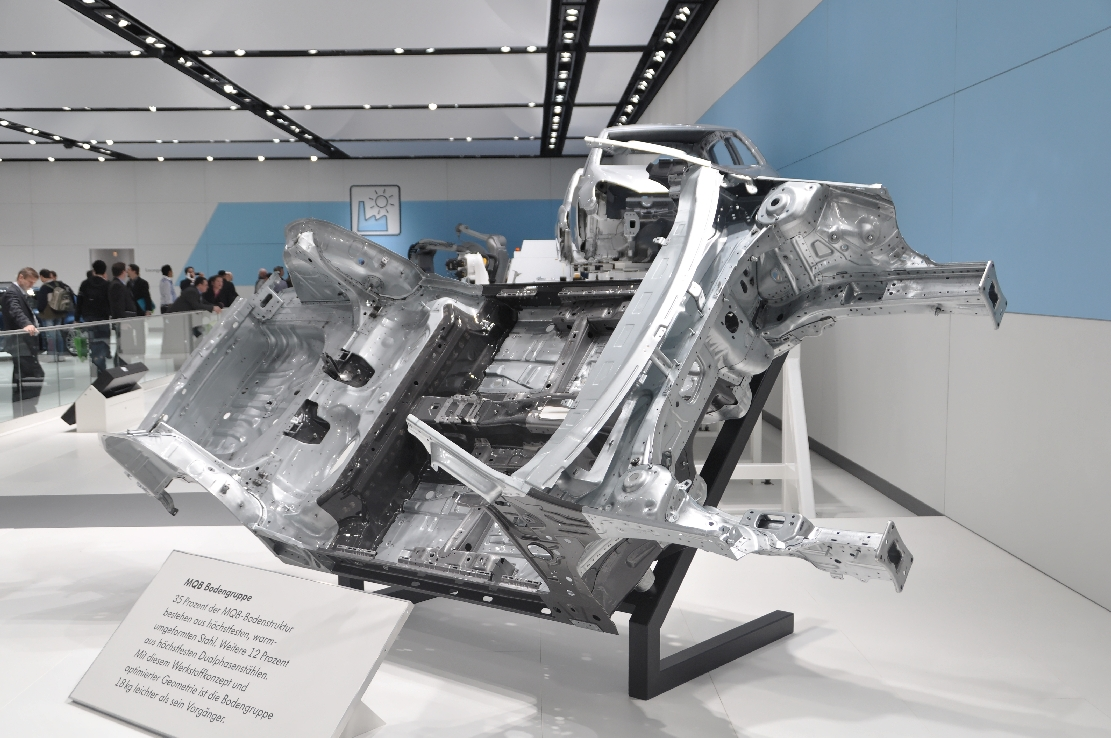
2012年のハノーファー・メッセにて披露されたMQB

技術概要は、名称とともに2012年2月1日に発表された。
MQBとはドイツ語でモジュールキットを意味する「Modulare Quer Baukasten」の頭文字をとったもので、英語で表現すると「Modular Transverse Matrix（モジュラー・トランスバース・マトリックス）」となる。
従来、プラットフォームはセグメントごとに開発・生産されてきたが、MQBはセグメントの枠を超えて共通部品を増やし、生産コストと車両価格の抑制、主要技術の共有、そして最高水準の強度の確保を実現させることを目的に開発された。複数セグメントに投入する車種を一括企画し、先行開発の段階で車両システム全体をエンジンやシャシー、ボディ、電子制御などの部分ごとに細分化し、各部分の設計の共通要素と変動要素を定義し、各設計要素の組み合わせ方も定義することで、多様な車種を少ない開発工数で作ることを可能にするものである。
MQBの特徴のひとつとして、前輪からアクセルペダルの間隔が固定されている。以外その他の全ての寸法を自由に変えられることが挙げられる。「モジュラー ガソリン エンジン システム（MOB）」「モジュラー ディーゼル エンジン システム（MDB）」の2種類に大別されるが、すべてのエンジンは車体サイズが変わっていても同じ位置に搭載され、天然ガス・ハイブリッド・EVにいたるまで、それらのユニットを内燃エンジンと同じ位置に搭載することも可能となっている。この戦略によって、エンジンやギアボックスのバリエーションが約90%削減可能となる。
将来的にBセグメント（フォルクスワーゲンでいうところのポロ）からDセグメント（同パサート）までをMQBひとつでカバー出来るようにし、これ以上のセグメントはMLB（ドイツ語のModularer Längsbaukaste Baukastennの頭文字。英語ではModular Longitudinal Matrix）となる。MQBはフォルクスワーゲンはもちろん、同グループであるアウディ、セアト、シュコダの各車両にも順次展開される。
なお、ルノーと日産が共同開発したCMF（Common Module Family）や、ボルボが開発したSPA（Scalable Product Architecture）は、MQBと概念がかなり似通っている。また、モジュール化を突き詰める点については、トヨタ自動車のTNGAとも思想は酷似する。
2019年、ゴルフ（第8世代）を皮切りに、MQBをさらに強化・軽量化した、進化版の"MQB evo"が新たに採用されている。

## MQB 採用車種
- フォルクスワーゲン・ポロ（AW型）

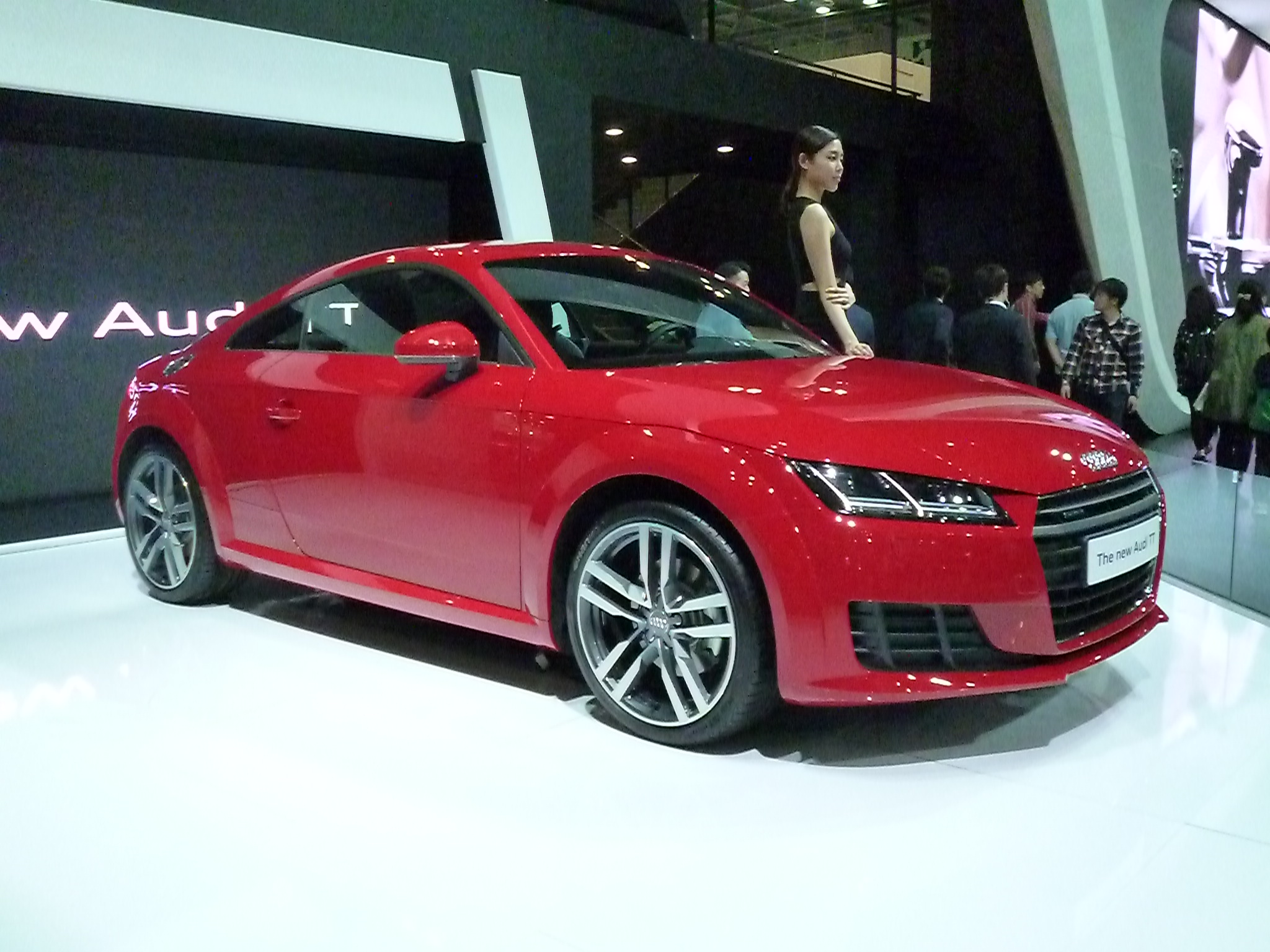
アウディTT

- フォルクスワーゲン・ゴルフVII（5G型）
- フォルクスワーゲン・ゴルフ スポーツバン
- フォルクスワーゲン・トゥーラン（5T型）
- フォルクスワーゲン・キャディ
- フォルクスワーゲン・パサート（B8型）
- フォルクスワーゲン・T-Cross
- フォルクスワーゲン・T-Roc
- フォルクスワーゲン・ティグアン（AD1型）
- フォルクスワーゲン・アトラス/テラモント
- フォルクスワーゲン・アルテオン
- アウディ・A1（GB型）
- アウディ・A3（8V型）
- アウディ・Q2
- アウディ・Q3（F3型）
- アウディ・TT（8S型）
- セアト・イビサ（5代目）
- セアト・レオン（5F型）
- セアト・アテカ
- シュコダ・オクタビア（5E型）
- シュコダ・スペルブ（3V型）
- シュコダ・コディアック
- シュコダ・カロック

## MQB evo 採用車種
- フォルクスワーゲン・ゴルフVIII（CD1型）
- フォルクスワーゲン・パサート（B9型）
- フォルクスワーゲン・ティグアン（CT1型）
- アウディ・A3（8Y型）
- セアト・レオン（KL型）
- シュコダ・オクタビア（NX型）